# Walancin Hołubieu
Walancin Fiodarawicz Hołubieu (biał. Валянцін Фёдаравіч Голубеў, ros. Валентин Фёдорович Голубев, Walentin Fiodorowicz Gołubiew; ur. 21 czerwca 1955 w Krzywym Rogu) – białoruski historyk i polityk; w latach 1990–1996 deputowany do Rady Najwyższej Białoruskiej SRR/Rady Najwyższej Republiki Białorusi XII kadencji; członek Opozycji BNF – frakcji parlamentarnej partii Białoruski Front Ludowy (Biełaruski Narodny Front), o charakterze antykomunistycznym i niepodległościowym; doktor nauk historycznych.

## Życiorys

### Młodość
Urodził się 21 czerwca 1955 roku w mieście Krzywy Róg, w obwodzie dniepropetrowskim Ukraińskiej SRR, ZSRR. W młodości pracował jako glazurnik w Zjednoczeniu Budowlanym Nr 20 w Swietłahorsku. Po odbyciu służby wojskowej podjął studia na Wydziale Historii Białoruskiego Uniwersytetu Państwowego, które ukończył w 1981 roku. Po studiach pracował jako starszy laborant, aspirant, młodszy pracownik naukowy, pracownik naukowy i starszy pracownik naukowy w Instytucie Historii Akademii Nauk Białoruskiej SRR. Uzyskał stopień kandydata nauk historycznych (odpowiednik polskiego stopnia doktora). Temat jego dysertacji kandydackiej brzmiał: Własność i użytkowanie ziemi przez chłopów na Białorusi w XVI – XVIII wieku). Należał do KPZR. Pod wpływem idei białoruskiego ruchu narodowego przełomu lat 80. i 90. XX wieku opuścił tę partię i wstąpił do Białoruskiego Frontu Ludowego.

### Działalność parlamentarna
W 1990 roku został deputowanym ludowym do Rady Najwyższej Białoruskiej SRR XII kadencji z Alibiehauskiego Okręgu Wyborczego Nr 15 miasta Mińska, z ramienia Białoruskiego Frontu Ludowego. Na początku czerwca 1990 roku został jednym z koordynatorów Grupy Deputackiej BNF (od 16 lipca pod nazwą Opozycja BNF). Pełnił funkcję sekretarza Komisji Rady Najwyższej ds. Międzynarodowych i Zewnętrznych Więzi Gospodarczych. Od 20 lipca 1990 roku wchodził w skład Komisji Konstytucyjnej. Był również członkiem tzw. Gabinetu Cieni Opozycji BNF. Kierował w nim Ministerstwem Spraw Zagranicznych. Brał udział w opracowaniu i przyjęciu Deklaracji o Państwowej Suwerenności Białorusi, przygotowaniu projektów ustaw na nadzwyczajnej sesji Rady Najwyższej 24–25 sierpnia 1991 roku, w czasie której ogłoszono niepodległość Białorusi. 24 sierpnia, na prośbę Zianona Pazniaka, wniósł i postawił po raz pierwszy w Prezydium Rady Najwyższej biało-czerwono-białą flagę. Współautor Koncepcji przejścia Białoruskiej SRR na gospodarkę rynkową (jesień 1990 r.) i szeregu projektów ustaw. Brał udział w opracowywaniu umów międzynarodowych. Uczestniczył w głodówce deputowanych Opozycji BNF 11–12 kwietnia 1995 roku w Sali Owalnej parlamentu, ogłoszonej na znak protestu przeciwko zainicjowanemu przez prezydenta Łukaszenkę referendum na temat wprowadzenia języka rosyjskiego jako drugiego języka państwowego, zmiany symboli państwowych Białorusi (biało-czerwono-białej flagi i herbu Pogoni) na symbole nawiązujące do radzieckich, integracji ekonomicznej z Federacją Rosyjską i prawie prezydenta do rozwiązywania parlamentu. W nocy z 11 na 12 kwietnia został razem z innymi protestującymi wywleczony siłą z sali parlamentu przez zamaskowanych funkcjonariuszy wojska i służb specjalnych, pobity, wywieziony samochodem, a następnie wyrzucony na ulicy w centrum Mińska.
W latach 1991–1995 wiceprzewodniczący Białoruskiego Frontu Ludowego i przewodniczący Mińskiej Organizacji Miejskiej BFL.
Kandydował ponownie na stanowisko deputowanego w wyborach parlamentarnych w 1995 roku. Udało mu się zdobyć wystarczającą liczbę głosów, jednak jego kandydatura została bez wyjaśnień skreślona z listy deputowanych. Listy kierowane do różnych instancji z protestami i żądaniem wyjaśnienia zaistniałej sytuacji zostały zignorowane. W taki sam sposób potraktowany został inny kandydat BFL-u, Juryj Bieleńki. Zdaniem Zianona Pazniaka, była to część planowej falsyfikacji wyników wyborów, dokonanej z polecenia prezydenta Alaksandra Łukaszenki.
W 2010 roku Zianon Pazniak opisał w swoich wspomnieniach Walancina Hołubieua z początku lat 90. następująco:

(…) wesoły, przyjemny młody człowiek z dźwięcznym głosem i humorem („opozycyjny słowik”, jak żartem nazywała go nomenklatura). Walanicin naprawdę był naszym słowikiem, rozumnym i aktywnym, łatwo pobudliwym, dobrym uczestnikiem dyskusji, twardym negocjatorem w sprawach międzynarodowych (…)

### Późniejsza działalność polityczna
Walancin Hołubieu po zakończeniu kadencji deputowanego pozostał członkiem Białoruskiego Frontu Ludowego. W latach 1995–1999 pełnił funkcję współprzewodniczącego Białoruskiego Centrum Naukowo-Dydaktycznego „Białoruska Perspektywa”. W 1999 roku doszło do rozłamu w BFL, w wyniku którego powstały dwa ugrupowania: Konserwatywno-Chrześcijańska Partia – BNF pod kierownictwem Zianona Pazniaka oraz Partia BNF pod kierownictwem Wincuka Wiaczorki. Hołubieu poparł Wiaczorkę i znalazł się w Partii BNF. Wchodził w skład Sejmu Partii BNF – jej organu kierowniczego. Na 12. zjeździe Partii we wrześniu 2009 roku odmówił dalszego członkostwa w Sejmie, pozostając jednak członkiem partii. Wraz z nim zrezygnowali m.in. dwaj inni członkowie Partii BNF, którzy w przeszłości byli deputowanymi Rady Najwyższej XII kadencji: Lawon Barszczeuski i Piotr Sadouski.

## Poglądy
Walancin Hołubieu jest zwolennikiem demokratycznego systemu władzy. Popiera zwiększenie roli języka białoruskiego w białoruskim społeczeństwie. Postuluje zachowanie równie dobrych stosunków Białorusi z Unią Europejską, jak z Rosją.

## Życie prywatne
Walancin Hołubieu mieszka w Mińsku. Jest żonaty, ma dwóch synów i wnuczkę.

## Odznaczenia
- Medal 100-lecia Białoruskiej Republiki Ludowej – 2019[13]

## Nagrody
28 kwietnia 2006 roku Walancin Hołubieu otrzymał Nagrodę im. Lwa Sapiehy, utworzoną przez Kolegium Europy Wschodniej i Uniwersytet Warszawski dla uszanowania wybitnych zasług w rozwoju społeczeństwa obywatelskiego na Białorusi, budowie niezależnej, demokratycznej Białorusi, zwróconej ku Europie. W jej ramach otrzymał prawo do prowadzenia przez rok pracy naukowej na koszt jej fundatorów, a także wykładów na temat Białorusi na pięciu polskich uczelniach.

## Prace

### Książki

#### Autor
- Walacin Hołubieu; pod red. W.I. Mialeszki; Akademia Nauk Białorusi, Instytut Historii: Sialanskaje ziemleuładannie i ziemlekarystannie na Biełarusi XVI – XVIII stst.. Mińsk: Nawuka i technika, 1992, s. 176. ISBN 5-343-00654-X. (biał.).
- Walacin Hołubieu; Narodowa Akademia Nauk Białorusi, Instytut Historii: Sielskaja abszczyna u Biełarusi XVI – XVIII stst.. Mińsk: Biełaruskaja nawuka, 2008, s. 407. ISBN 978-985-08-0970-4. (biał.).

#### Współautor
- Ja.K. Aniszczanka, H.Ja. Halenczanka, W.F. Hołubieu i in.; Narodowa Akademia Nauk Białorusi, Instytut Historii: Historyja sialanstwa Biełarusi: Sa starażytnych czasou da 1996 h.: U 3 tamach. Mińsk: Biełaruskaja nawuka, 1997–2002. ISBN 985-08-0071-2. (biał.). Brak numerów stron w książce
- Red. W.I. Hałubowicz; W.F. Hołubieu, Ju.Ł. Hruzicki, I.I. Hwardziejeu i in.: Z historyi ekanamicznych reformau na Biełarusi: Wuczebna-mietadyczny zbornik. Cz. 3. Mińsk: Ekapierspiektywa, 2003, s. 88. ISBN 985-469-050-4. (biał.).
- W.F. Hołubieu, H.A. Hryhorjeu, W.I. Jemałowicz i in.: Historyja Biełarusi ad starażytnych czasou da paczatku XXI st.: U pytanniach i adkazach. Mińsk: Ekapierspiektywa, 2003, s. 296. ISBN 985-469-072-5. (biał.).
- Zespół red.: M. Kasciuk (główny red.) i in.; Ju. Bochan, W. Hołubieu, U. Jemielianczyk i in.; redaktorzy Ju. Bochan, P. Łojka: Historyja Biełarusi. U 6 tamach. T. 3: Biełaruś u czasy Reczy Raspalitaj XVII – XVIII stst.. Mińsk: Ekapierspiektywa, 2004, s. 344. ISBN 978-985-513-105-3. (biał.).
- Red. Ju. Chadyka, W. Hołubieu, I. Kiturka; Respublikanskaje hramadskaje abjadnannie „Tawarystwa amatarau wiedau (fiłamatau), Narodny uniwiesitet”: Narysy historyi biełaruskaj dziarżaunasci [Tekst]: dla siabrou RHA „Tawarystwa amatarau wiedau (fiłamatau)”, wykładczykau, słuchaczou i wypusknikou Narodnaha Uniwiersiteta. Mińsk: Tawarystwa amatarau wiedau (fiłamatau), 2004, s. 140. (biał.).
- Zespół red.: M. Kasciuk (główny red.) i in.; Ju. Bochan, H. Halenczanka, W. Hołubieu i in.; redaktorzy Ju. Bochan, H. Halenczanka: Historyja Biełarusi. U 6 tamach. T. 2: Biełaruś u pieryjad Wialikaha Kniastwa Litouskaha. Mińsk: Sowriemiennaja szkoła: Ekopierspiektiwa, 2008, s. 688. ISBN 978-985-513-317-0. (biał.).

#### Redaktor
- W.F. Hołubieu, U.P. Kruk, P.A. Łojka: Ci wiedajecie wy historyju swajoj krainy?. Wyd. 1. Mińsk: Narodnaja aswieta, 1994, s. 135. ISBN 985-03-0052-3. (biał.).
- W.F. Hołubieu, U.P. Kruk, P.A. Łojka: Ci wiedajecie wy historyju swajoj krainy?. Wyd. 2. Mińsk: Narodnaja aswieta, 1995, s. 135. ISBN 985-030460-X. (biał.).
- Respublikanskaje hramadskaje abjadnannie, Tawarystwa amatarau wiedau (fiłamatau), Fond Konrada Adenauera; red. W. Hołubieu, A. Chadyka: Biełaruś i Abjadnanaja Europa: realii i pierspiektywy [Tekst]: materyjały kanfierencyi: Biełastok, 5–6 krasawika 2003, Minsk, 14–15 maja 2004 h.. Mińsk: Tawarystwa amatarau wiedau (fiłamatau), 2004, s. 95. (biał.).

### Artykuły
- Wialikaja ahrarnaja reforma XVI st.. „Spadczyna”. 4, 1993. (biał.).brak numeru strony
- Abszczynny (kopny) sud u Biełarusi u XVI – XVIII stst.. „Biełaruski histaryczny czasopis”. 1 (90), s. 24–29, marzec 2007. (biał.).
- Kanfiesijnaja palityka u Biełarusi: historyja i suczasnasć. „Fiłamaty”. 1 (4), s. 85–96, 2003. Mińsk: Tawarystwa amatarau wiedau (fiłamatau). (biał.).
- (we współautorstwie z Iryną Kiturką). Antonij Tyzenhauz – stwaralnik manufaktur, aswietnik i miecenat. „Fiłamaty”. 2 (5), s. 74–95, 2003. Mińsk: Tawarystwa amatarau wiedau (fiłamatau). (biał.).
- Biełaruska-rasijskija adnosiny: histaryczny wopyt i nowyja padychody. „Fiłamaty”. 3 (6), s. 5–22, 2003. Mińsk: Tawarystwa amatarau wiedau (fiłamatau). (biał.).
- Krynicy pa historyi sielskaj abszczyny u Biełarusi u XVI – XVIII stst.. „Biełaruski histaryczny czasopis”. 10 (123), s. 24–30, październik 2009. (biał.).

### Inne
- Belarus in the Context of Times and Politics, Sztokholm 1997 (we współautorstwie z Andrejem Sannikauem)
- „Biełarusskij mientalitiet” kak faktor formirowanija grażdanskogo obszczestwa, [w:] Belarus Monitor. Spiecijalnyj wypusk. Diemokraticzeskije prociessy w Biełarusi: osnownyje tiendiencii i protiworieczija, Mińsk 1998[2]